# Sangre y muerte: El legado del terror de Hammer
Sangre y muerte: El legado del terror de Hammer (título original: Flesh and Blood: The Hammer Heritage of Horror) es una película estadounidense-británica de documental y terror de 1994, dirigida por Ted Newsom, que a su vez la escribió, musicalizada por James Bernard y los protagonistas son Peter Cushing, Christopher Lee y Roy Ward Baker, entre otros. El filme fue realizado por Bosustow Media Group, Hammer Films y Heidelberg Films, se estrenó el 6 de agosto de 1994.

## Sinopsis
La historia de Hammer Films y su herencia, contada por los reconocidos artistas más apreciados del estudio, Peter Cushing y Christopher Lee.